# رد آورباخ
آرنولد جیکوب «رِد» آورباخ (انگلیسی: Red Auerbach؛ ۲۰ سپتامبر ۱۹۱۷ – ۲۸ اکتبر ۲۰۰۶) مربی بسکتبال اهل ایالات متحده آمریکا بود که در تیم های واشینگتن کاپیتولز، تری-سیتی بلک هاوکس و بوستون سلتیکس مربیگری کرد. بعد از بازنشستگی از مربی‌گری او تا زمان مرگش در سمت رئیس و مسئول دفتر امور اجرایی در سلتیکس فعالیت می‌کرد. در کسوت مربیگری او ۹۳۸ بازی را برد (تا زمان بازنشستگی‌اش یک رکورد محسوب می‌شد) و در مدت ده سال، ۹ بار عنوان قهرمانی ان‌بی‌ای را به‌دست آورد، که فقط فیل جکسون با ۱۱ قهرمانی در مدت بیست سال از آن پیشی گرفت. به عنوان مدیرکل و رئیس تیم سلتیکس اون ۷ عنوان قهرمانی به‌دست آورد، که با مجموع ۱۶ قهرمانی در مدت ۲۹ سال، او را تبدیل به یکی از موفق‌ترین مقامات در تاریخ ورزش حرفه‌ای در آمریکای شمالی کرده است.